# 17435 di Giovanni
17435 di Giovanni è un asteroide areosecante. Scoperto nel 1989, presenta un'orbita caratterizzata da un semiasse maggiore pari a 2,3671577 UA e da un'eccentricità di 0,3167952, inclinata di 22,09428° rispetto all'eclittica.
L'asteroide è dedicato al poeta e drammaturgo italiano Alessio Di Giovanni.